# Dystrykt Nsama
Dystrykt Nsama znajduje się prowincji Północnej w Zambii. Powstał on w 2012 roku, przez podzielenie dystryktu Kaputa.

## Gospodarka
Gospodarka dystryktu opiera się głównie na: turystyce, rybołówstwie i rolnictwie.

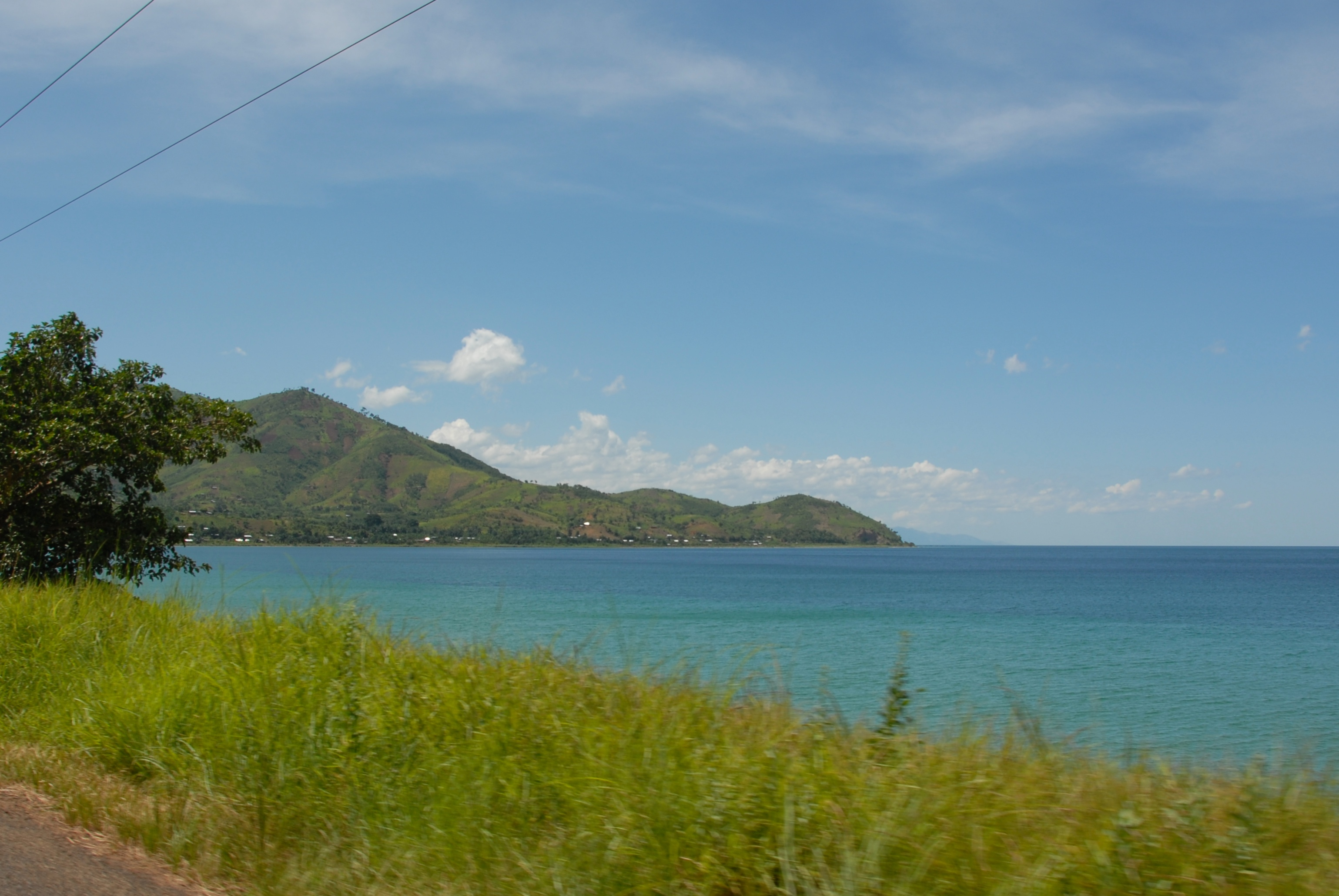
Jezioro Tanganika

### Rybołówstwo
Większość mieszkańców tamtejszych osad zajmuje się rybołówstwem. Największym pracodawcą jest Rybołówstwo Mpende.

### Turystyka
Główne atrakcje turystyczne w regionie to: Park Narodowy Sumbu, jezioro Tanganika oraz gorące źródła Kapishya. Innymi atrakcjami turystycznymi w dystrykcie są: liczne safari oraz niektóre zabytki.

### Rolnictwo
Głównymi uprawami są: maniok, ryż, słodkie ziemniaki i kukurydza

## Środowisko
Region ma bardzo zróżnicowane środowisko. Możemy w nim znaleźć:
- Rzeki, strumienie oraz jeziora
- Piękną dziką przyrodę